# Слидовкер, Феликс Семёнович
Феликс Семёнович Слидовкер (род. 1940) — советский телережиссёр.

## Биография
Родился 25 января 1940 года в Одессе.
В 1964 году окончил актёрский факультет Московского театрального училища им. М. С. Щепкина (педагог В. И. Коршунов), в 1967 — Высшие курсы телевизионных режиссёров. 
В 1964—1965 годах работал в Калининском драматическом театре, в 1966—1967 — в Московском ТЮЗе; в 1967—1991 — режиссёр музыкальных фильмов творческого объединения «Экран» (с 1990 года — «Союзтелефильм»). 

## Личная жизнь
С 1991 года живёт и работает в США.
Дочь: Мария Слидовкер (род. 8 марта 1978), актриса, жена актёра Павла Майкова.

## Творчество
Режиссёр оригинальных телебалетов, а также телеэкранизаций балетов и фильмов-концертов. Также снял для телевидения несколько документальных фильмов и множество балетных концертных номеров и программ. 
Некоторые из них: 
- 1969 — «Асаф Мессерер» (документальный)
- 1970 — «Трапеция»
- 1973 — «Дуэт»
- 1973 — «Дело было, да?»
- 1978 — «Кармен-сюита»
- 1979 — «Танцует Людмила Семеняка» (документальный)
- 1980 — «День циркового артиста»
- 1982 — «Семь красавиц»
- 1985 — «Маскарад»
- 1987 — «Идиот»
- 1987 — «Поединок»
- 1988 — «Шекспириана»
- 1988 — «Валенсианская вдова»
- 1989 — "Асаф Мессерер" (документальный)